# Filottete ferito sull'isola di Lemno
Filottete ferito sull'isola di Lemno è un dipinto a olio su tela del pittore irlandese James Barry.

## Storia
Il dipinto, che James Barry esegue a Londra, viene fatto pervenire dall'artista  in dono all'Accademia Albertina, quale segno di gratitudine a seguito del riconoscimento ottenuto dal pittore durante il soggiorno a Bologna tra il 1770 e il 1771.
Ne esistono anche riproduzioni a stampa, risalenti rispettivamente al 1770 e al 1779, la prima custodita presso il British Museum di Londra, la seconda nella sezione Prints and Drawings Room della Tate londinese. Inoltre un'ulteriore stampa eseguita da Francesco Rosaspina nel 1786 è custodita presso i Musei Civici di Monza.

## Descrizione e stile
Il soggetto del dipinto è l'arciere greco Filottete, colto nel momento in cui, terminata la caccia per la sopravvivenza quotidiana, toglie la benda avvolta intorno alla ferita infertagli da un serpente dieci anni prima, durante la spedizione verso Troia, quando era stato abbandonato sull'isola di Lemno dai guerrieri achei, che non sopportavano i suoi lamenti.
Alle spalle, non ancora scorta dall'eroe, è in arrivo la nave sulla quale Ulisse e Neottolemo tornano a riprendere il compagno, la cui presenza sotto le mura di Troia è resa necessaria per la vittoria, come indica una profezia.
Malgrado l'apparente stato di quiete della scena ritratta, in linea con la «condizione attribuita dagli antichi ai loro dei» celebrata da Winckelmann, "la calma possente" di Filottete ha in sé il turbamento derivato dal lungo isolamento e dalla lunga sofferenza: "un'eroica resistenza" che richiama il concetto del sublime teorizzato da Burke.
Il dolore provocato dalla ferita si è infatti trasformato, nel tempo, in «profonda afflizione interiore: una viva sofferenza (...) vissuta (...) esercitando una sopportazione che è solo dei grandi», analoga a quella del Laocoonte e in linea con il «personaggio di Filottete nella tragedia di Sofocle».
Il riferimento alle fonti letterarie è dichiarato da Barry in una lettera a Burke, e il parallelo fra arte e letteratura costituisce per Winckelmann l'esaltazione dell'ideale «raggiunto dall'estetica greca nel padroneggiare la rappresentazione dei sentimenti, mettendo alla prova la capacità del linguaggio figurativo di pervenire a un'intensità espressiva pari a quella della parola».
Nonostante l'affinità con il pensiero di Winckelmann, Barry evita volutamente l'armonia cromatica e si distacca dall'ordine formale di «Raffaello, di Correggio e dei maestri del Seicento bolognese», scegliendo colori sobri che concorrono a fornire  monumentalità alla figura, esaltata anche dalle dimensioni del quadro stesso.

Del dipinto, apprezzato dagli accademici, Marcello Oretti in Notizie de' Professori del Dissegno, cioè pittori, scultori ed artichetti bolognesi e de' forestieri di sua scuola (1760-1780), scrive: 